# Кесінц
Кесінц (рум. Chesinț) — село у повіті Арад в Румунії. Входить до складу комуни Зебрань.
Село розташоване на відстані 396 км на північний захід від Бухареста, 23 км на південний схід від Арада, 42 км на північний схід від Тімішоари.

## Населення
За даними перепису населення 2002 року у селі проживали 1184 особи. Рідною мовою 1182 особи (99,8%) назвали румунську.
Національний склад населення села:
| Національність | Кількість осіб | Відсоток |
| -------------- | -------------- | -------- |
| румуни         | 1177           | 99,4%    |
| українці       | 5              | 0,4%     |